# Leeheim
Leeheim ist der westlichste Stadtteil von Riedstadt im südhessischen Kreis Groß-Gerau.

## Geschichte

### Mittelalter
Die älteste erhaltene Erwähnung von Leeheim datiert von 766 und findet sich im Lorscher Codex. Ein Dodo beurkundete mit dem dort dokumentierten Eintrag eine Schenkung an das Kloster Lorsch. In historischen Dokumenten findet sich der Ortsname von Leeheim unter anderem in den Schreibweisen: Leheim (Ersterwähnung 766), Leithen (1177), Leheym und Lehem (1312), sowie Lehem (1556).
Grundherren waren zunächst die Herren von Wolfskehlen, später die Grafen von Katzenelnbogen. In der Verwaltungsstruktur der Grafschaft Katzenelnbogen gehörte Leeheim zum Amt Dornberg.
Besitz vor Ort hatten das Stift St. Alban vor Mainz und das Kloster Eberbach. 1131 verkaufte Aufhelm von Gummeldingen seinen Hof mit 13 Huben Land dem Kloster Eberbach, weil er sich an einem Kreuzzug beteiligen wollte. Am 26. Januar 1177 bestätigte Papst Alexander III. dem Abt Arnold von Eberbach die Besitzungen seines Klosters zu Leeheim und Papst Lucius III. bestätigte am 21. November 1184 dem St. Albanstift dessen sämtlichen Schenkungen, Privilegien und inkorporierte Kirchen, unter anderem auch die Besitzungen in Leeheim. St. Alban besaß in Leeheim unter andern das Patronat über die Kirche sowie den großen und kleinen Zehnten. Weiter war es zusammen mit dem Kirchenkasten für die örtliche Kirche bauunterhaltungspflichtig.
1457 heiratete Anna von Katzenelnbogen, Erbtochter Philipps des Älteren, Landgraf Heinrich III. von Hessen. Mit dem Tod Philipps 1479 fiel die Grafschaft Katzenelnbogen – und damit auch Leeheim – an die Landgrafschaft Hessen.

### Frühe Neuzeit

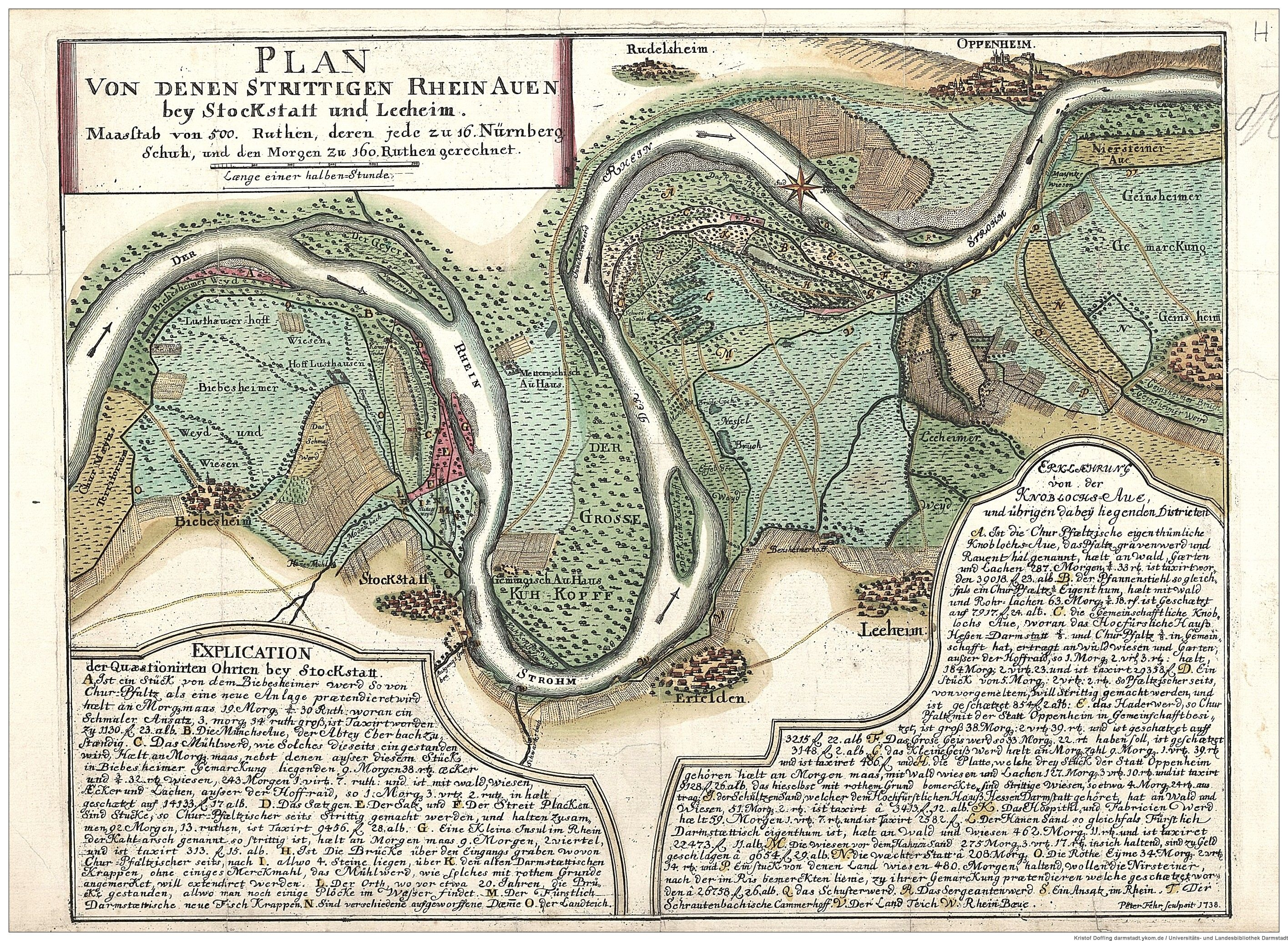
Leeheim auf einer Karte aus dem Jahr 1738

Im Zuge der Reformation unter Landgraf Philipp I. wurde Leeheim 1536 evangelisch. Bei der Teilung der Landgrafschaft Hessen unter seinen Erben 1567 gelangte Leeheim an die Landgrafschaft Hessen-Darmstadt.
1578 trat das Kloster Eberbach zwei Höfe in Leeheim mit allem Zubehör an Landgraf Georg I. ab. Dieser veranlasste auch, dass die von seinem Kanzler, Johann Kleinschmidt, zusammengestellte Sammlung Landrecht der Obergrafschaft Katzenelnbogen dort rechtsverbindlich wurde. Sie galt in Leeheim als Partikularrecht, subsidiär ergänzt durch das Gemeine Recht, bis ans Ende des 19. Jahrhunderts. Erst das Bürgerliche Gesetzbuch, das einheitlich im ganzen Deutschen Reich galt, setzte zum 1. Januar 1900 das alte Partikularrecht außer Kraft.
Im Dreißigjährigen Krieg wurde Leeheim zu über 70 % zerstört. 1666 fiel fast die Hälfte der Einwohner der Pest zum Opfer. Das Land kam auch weiterhin nicht zur Ruhe: Noch mehrfach wurden Leeheim und Umgebung bis zum Beginn des 19. Jahrhunderts mit Krieg überzogen. Von 113 Wohnhäusern, die Leeheim 1628 aufwies, standen 1690 nur noch 30.
1794 lag ein Großteil des Grundbesitzes weiterhin bei den Hofgütern Hainer Hof, Kammerhof und Mönchsgut sowie bei der Kirche.

### Neuzeit
Die Statistisch-topographisch-historische Beschreibung des Großherzogthums Hessen berichtet 1829 über Leeheim:

„Leeheim (L. Bez. Dornberg) luth. Pfarrdorf; liegt 1 1⁄4 St. von Dornberg, und hat eine wohlgebaute Kirche, 128 Häuser und 936 Einw., die außer 10 Kath., 2 Reform. und 41 Juden, lutherisch sind. – In einem Lorscher Schenkungsbrief vom Jahr 948 wird Herulfesheim neben Leeheim angeführt. Im Jahr 1184 bestätigte Pabst Lucius dem St. Albankloster in Mainz unter andern das Patronat über die Kirche zu Leeheim. Neben diesem Pfarrsatz hatte das Kloster auch noch den großen und kleinen Zehnten, so wie noch andere Rechte, und mußte auch in Gemeinschaft mit dem Kirchenkasten die Kirche bauen. Diese hatte 3 Altäre. Reinher von Godela besaß hier Güter, welche derselbe 1269 dem Kloster Eberbach verschenkte. Auch die Herrn von Wolfskehlen hatten hier Güter, die sie 1277 an dieses Kloster verkauften. Im Jahr 1401 belehnte Graf Eberhard von Katzenellenbogen den Johann von Wolfskehlen mit seinem Rechte zu Leeheim.“

Leeheim entwickelte sich nach dem Zweiten Weltkrieg von einem Bauerndorf zu einer Arbeiterwohngemeinde.

### Gerichte und Verwaltung

#### Amts-System vor 1821
In der frühen Neuzeit waren auf unterster Ebene die Funktionen von Verwaltung und Rechtsprechung im „Amt“ vereinigt, so auch im Amt Dornberg, das bis 1821 bestand.
1806 wurde die Landgrafschaft Hessen-Darmstadt zum Großherzogtum Hessen. Hier lag Leeheim in der Provinz Starkenburg. Im Zuge der Verwaltungsreform von 1821 wurden die alten Ämter aufgelöst, für die Verwaltungsaufgaben auf der unteren Ebene wurden Landratsbezirke und für die erstinstanzliche Rechtsprechung Landgerichte eingerichtet.

#### Verwaltung nach 1821
Für die übergeordnete Verwaltung in Leeheim war nun der Landratsbezirk Dornberg zuständig. 1832 wurden die Verwaltungseinheiten im Großherzogtum weiter vergrößert und Kreise geschaffen. Dadurch gelangte Leeheim in den Kreis Groß-Gerau. Die Provinzen, die Kreise und die Landratsbezirke des Großherzogtums wurden am 31. Juli 1848 abgeschafft und durch Regierungsbezirke ersetzt, was jedoch bereits am 12. Mai 1852 wieder rückgängig gemacht wurde. Dadurch gehörte Leeheim zwischen 1848 und 1852 zum Regierungsbezirk Darmstadt, bevor wieder der Kreis Groß-Gerau für die übergeordnete Verwaltung zuständig war. Dort verblieb der Ort durch alle weiteren Verwaltungsreformen bis heute.
Am 1. Januar 1977 wurden im Zuge der Gebietsreform in Hessen die bis dahin selbstständigen Gemeinden Leeheim, Crumstadt, Erfelden und Goddelau-Wolfskehlen kraft Landesgesetz zur neuen Gemeinde Riedstadt zusammengeschlossen. Seitdem ist Goddelau größter Ortsteil und Sitz der Verwaltung von Riedstadt. Ortsbezirke nach der Hessischen Gemeindeordnung wurden nicht errichtet.

#### Gerichtsreformen
In der Landgrafschaft Hessen-Darmstadt wurde mit Ausführungsverordnung vom 9. Dezember 1803 das Gerichtswesen der beiden oberen Instanzen neu organisiert. Die Ämter blieben die erste Instanz der Rechtsprechung in Zivilsachen. Für das Fürstentum Starkenburg wurde das „Hofgericht Darmstadt“ als Gericht der zweiten Instanz für Zivilsachen eingerichtet. Zuständig war es erstinstanzlich auch für standesherrliche Familienrechtssachen und Strafsachen. Ihm übergeordnet war das Oberappellationsgericht Darmstadt.
Mit der Verwaltungsreform von 1821 wurden im Großherzogtum Hessen auch auf unterster Ebene Gerichte geschaffen, die von der Verwaltung unabhängig waren. Für Leeheim war nun das Landgericht Großgerau örtlich zuständig. Es wurde mit der Reichsjustizreform und Wirkung vom 1. Oktober 1879 in „Amtsgericht Groß-Gerau“ umbenannt.

### Verwaltungsgeschichte im Überblick
Die folgende Liste zeigt die Staaten und Verwaltungseinheiten, denen Leeheim angehört(e):
- vor 1479: Heiliges Römisches Reich, Grafschaft Katzenelnbogen, Herren von Wolfskehlen, später:
Heiliges Römisches Reich, Grafschaft Katzenelnbogen, Obergrafschaft Katzenelnbogen, Amt Dornberg
- ab 1479: Heiliges Römisches Reich, Landgrafschaft Hessen (durch Erbfall), Obergrafschaft Katzenelnbogen, Amt Dornberg
- ab 1567: Heiliges Römisches Reich, Landgrafschaft Hessen-Darmstadt, Obergrafschaft Katzenelnbogen, Amt Dornberg
- ab 1803: Heiliges Römisches Reich, Landgrafschaft Hessen-Darmstadt, Fürstentum Starkenburg, Amt Dornberg
- ab 1806: Großherzogtum Hessen,[Anm. 3] Fürstentum Starkenburg, Amt Dornberg[9]
- ab 1815: Großherzogtum Hessen[Anm. 4], Provinz Starkenburg, Amt Dornberg
- ab 1821: Großherzogtum Hessen, Provinz Starkenburg, Landratsbezirk Dornberg[Anm. 5]
- ab 1832: Großherzogtum Hessen, Provinz Starkenburg, Kreis Groß-Gerau
- ab 1848: Großherzogtum Hessen, Regierungsbezirk Darmstadt
- ab 1852: Großherzogtum Hessen, Provinz Starkenburg, Kreis Groß-Gerau
- ab 1866: Großherzogtum Hessen, Provinz Starkenburg, Landkreis Groß-Gerau
- ab 1871: Deutsches Reich, Großherzogtum Hessen, Provinz Starkenburg, Kreis Groß-Gerau
- ab 1918: Deutsches Reich (Weimarer Republik), Volksstaat Hessen, Provinz Starkenburg, Kreis Groß-Gerau
- ab 1938: Deutsches Reich, Volksstaat Hessen, Landkreis Groß-Gerau[10][Anm. 6]
- ab 1945: Amerikanische Besatzungszone,[Anm. 7] Groß-Hessen, Regierungsbezirk Darmstadt, Landkreis Groß-Gerau
- ab 1946: Amerikanische Besatzungszone, Land Hessen, Regierungsbezirk Darmstadt, Landkreis Groß-Gerau
- ab 1949: Bundesrepublik Deutschland, Land Hessen, Regierungsbezirk Darmstadt, Landkreis Groß-Gerau
- ab 1977: Bundesrepublik Deutschland, Hessen, Regierungsbezirk Darmstadt, Kreis Groß-Gerau, Gemeinde Riedstadt[Anm. 8]

### Einwohnerentwicklung

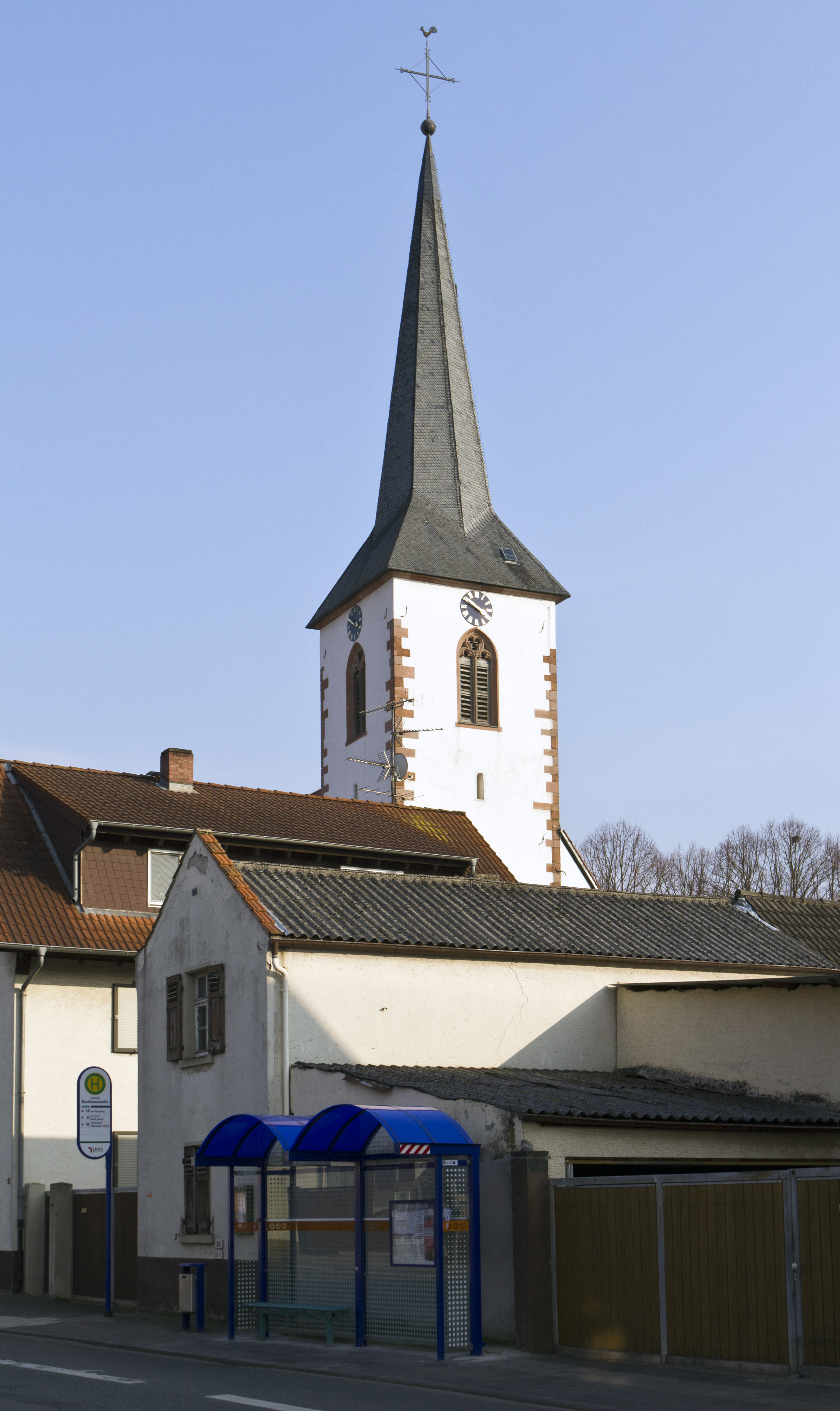
Evangelische Kirche

| • 1629: | 0110 Hausgesesse           |
| • 1791: | 0738 Einwohner             |
| • 1800: | 0678 Einwohner             |
| • 1806: | 0785 Einwohner, 115 Häuser |
| • 1829: | 0936 Einwohner, 128 Häuser |
| • 1867: | 1071 Einwohner, 155 Häuser |

| Leeheim: Einwohnerzahlen von 1791 bis 2018 | Leeheim: Einwohnerzahlen von 1791 bis 2018 | Leeheim: Einwohnerzahlen von 1791 bis 2018 | Leeheim: Einwohnerzahlen von 1791 bis 2018 | Leeheim: Einwohnerzahlen von 1791 bis 2018 |
| --- | ------------------------------------------ | ------------------------------------------ | ------------------------------------------ | ------------------------------------------ |
| Jahr |                                            |                                            |                                            | Einwohner                                  |
| 1791 | 1791                                       |                                            | 738                                        | 738                                        |
| 1800 | 1800                                       |                                            | 678                                        | 678                                        |
| 1806 | 1806                                       |                                            | 785                                        | 785                                        |
| 1829 | 1829                                       |                                            | 936                                        | 936                                        |
| 1834 | 1834                                       |                                            | 995                                        | 995                                        |
| 1840 | 1840                                       |                                            | 1.046                                      | 1.046                                      |
| 1846 | 1846                                       |                                            | 1.122                                      | 1.122                                      |
| 1852 | 1852                                       |                                            | 1.092                                      | 1.092                                      |
| 1858 | 1858                                       |                                            | 1.036                                      | 1.036                                      |
| 1864 | 1864                                       |                                            | 1.066                                      | 1.066                                      |
| 1871 | 1871                                       |                                            | 1.093                                      | 1.093                                      |
| 1875 | 1875                                       |                                            | 1.097                                      | 1.097                                      |
| 1885 | 1885                                       |                                            | 1.160                                      | 1.160                                      |
| 1895 | 1895                                       |                                            | 1.176                                      | 1.176                                      |
| 1905 | 1905                                       |                                            | 1.186                                      | 1.186                                      |
| 1910 | 1910                                       |                                            | 1.215                                      | 1.215                                      |
| 1925 | 1925                                       |                                            | 1.267                                      | 1.267                                      |
| 1939 | 1939                                       |                                            | 1.234                                      | 1.234                                      |
| 1946 | 1946                                       |                                            | 1.784                                      | 1.784                                      |
| 1950 | 1950                                       |                                            | 1.833                                      | 1.833                                      |
| 1956 | 1956                                       |                                            | 1.748                                      | 1.748                                      |
| 1961 | 1961                                       |                                            | 1.773                                      | 1.773                                      |
| 1967 | 1967                                       |                                            | 1.892                                      | 1.892                                      |
| 1970 | 1970                                       |                                            | 2.053                                      | 2.053                                      |
| 1980 | 1980                                       |                                            | ?                                          | ?                                          |
| 1990 | 1990                                       |                                            | ?                                          | ?                                          |
| 2001 | 2001                                       |                                            | 4.203                                      | 4.203                                      |
| 2011 | 2011                                       |                                            | 4.176                                      | 4.176                                      |
| 2015 | 2015                                       |                                            | 4.176                                      | 4.176                                      |
| 2018 | 2018                                       |                                            | 4.359                                      | 4.359                                      |
| Datenquelle: Historisches Gemeindeverzeichnis für Hessen: Die Bevölkerung der Gemeinden 1834 bis 1967. Wiesbaden: Hessisches Statistisches Landesamt, 1968. Weitere Quellen: LAGIS; nach 1970: Stadt Riedstadt: (webarchiv); Zensus 2011 |                                            |                                            |                                            |                                            |

### Religionszugehörigkeit
| • 1829: | 883 lutheranische (= 94,34 %), 2 reformierte (= 0,21 %), 41 jüdische (= 4,38 %) und 10 katholische (= 1,07 %) Einwohner |
| • 1961: | 1529 evangelische (= 86,24 %), 219 (= 12,35 %) römisch-katholische Einwohner                                            |

## Kultur und Sehenswürdigkeiten

### Sehenswertes
- Der Altarschrein im Inneren der evangelischen Kirche in Leeheim ist um 1490 entstanden und sehr gut erhalten.[17]

- Das Heimatmuseum ist in einer kompletten landwirtschaftlichen Hofreite eingerichtet. Gegenstände aus Haus- und Landwirtschaft, Handwerk und Gewerbe geben Zeugnis aus dem Leben früherer Generationen. Außerdem verfügt das Museum über Archivalien und eine Sammlung von über 10.000 Fotografien. Breiten Raum nehmen die Arbeitsgeräte der Handwerker ein. Neben Werkzeugen der Wagner, Tischler, Küfer und Sattler sind eine komplette Schmiede und eine Schuhmacherwerkstatt zu besichtigen. Die Verwaltung des Museums hat der „Heimat- und Geschichtsverein Leeheim e. V.“ übernommen.[18]

### Regelmäßige Veranstaltungen
Am 27. Mai 2018 war Leeheim wieder Bestandteil der alle 2 Jahre stattfindenden Aktion „Der Kreis rollt“, wie 2014. Die Fahrradroute verlief mitten durch den Ort, viele Vereine und Institutionen beteiligten sich mit Ständen und Ausstellungen.

## Infrastruktur

### Freizeiteinrichtungen
In Leeheim gibt es das Freizeitgelände am Riedsee mit einem Campingplatz. Der See gilt als „Hessens klarster Badesee“. Seine Wasserqualität ist hervorragend. Weiter gibt es eine Golfanlage. Leeheim hat einen Sportplatz und eine größere Sporthalle, die auch zu anderen Freizeitaktivitäten genutzt wird. Ein Jugendtreff und eine Kinderbetreuungsstätte entwickelten sich aus Bürgerwünschen.

### Funkmessstelle

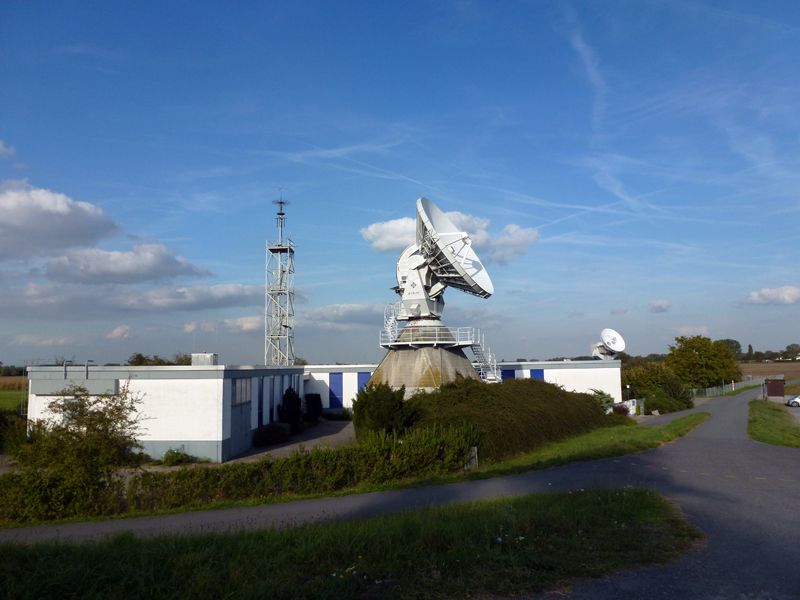
Satelliten-Messstelle DLZ 16

Die Bundesnetzagentur betreibt in Leeheim eine Funkmessstelle, die nach Stör- und Piratensendern sucht, welche illegal über Satelliten senden oder Satellitensignale stören. Die Anlage wurde 1980 vom Fernmeldetechnischen Zentralamt errichtet. Die Störungsbearbeitung entdeckt Störquellen, die ansonsten den Betrieb der Satelliten- und terrestrischen Funkdienste behindern würden.

### Verkehr
Nächstgelegener Bahnhalt ist der Haltepunkt Riedstadt-Wolfskehlen an der Riedbahn.